# Halophyte

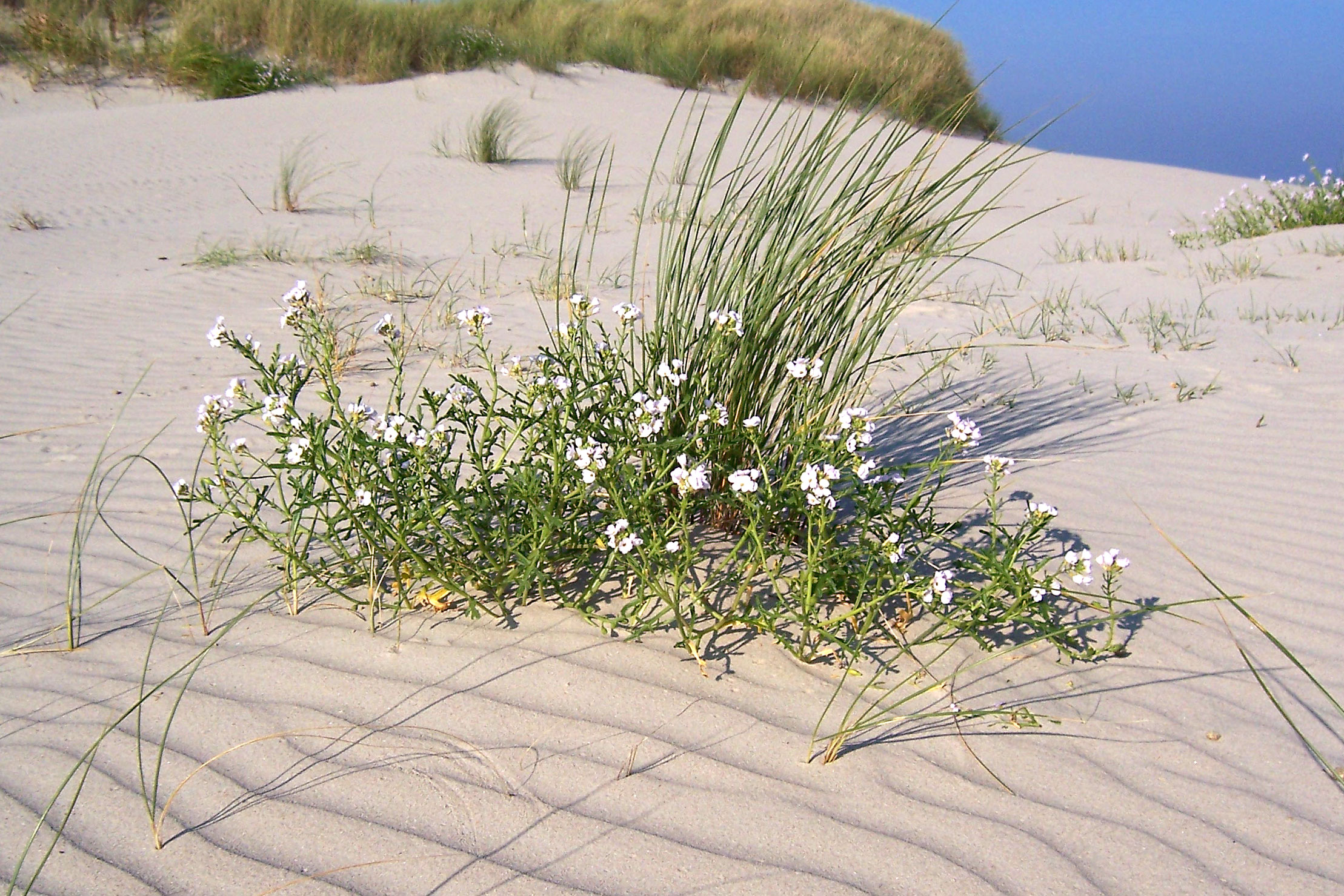
Cakile maritima et Ammophila arenaria

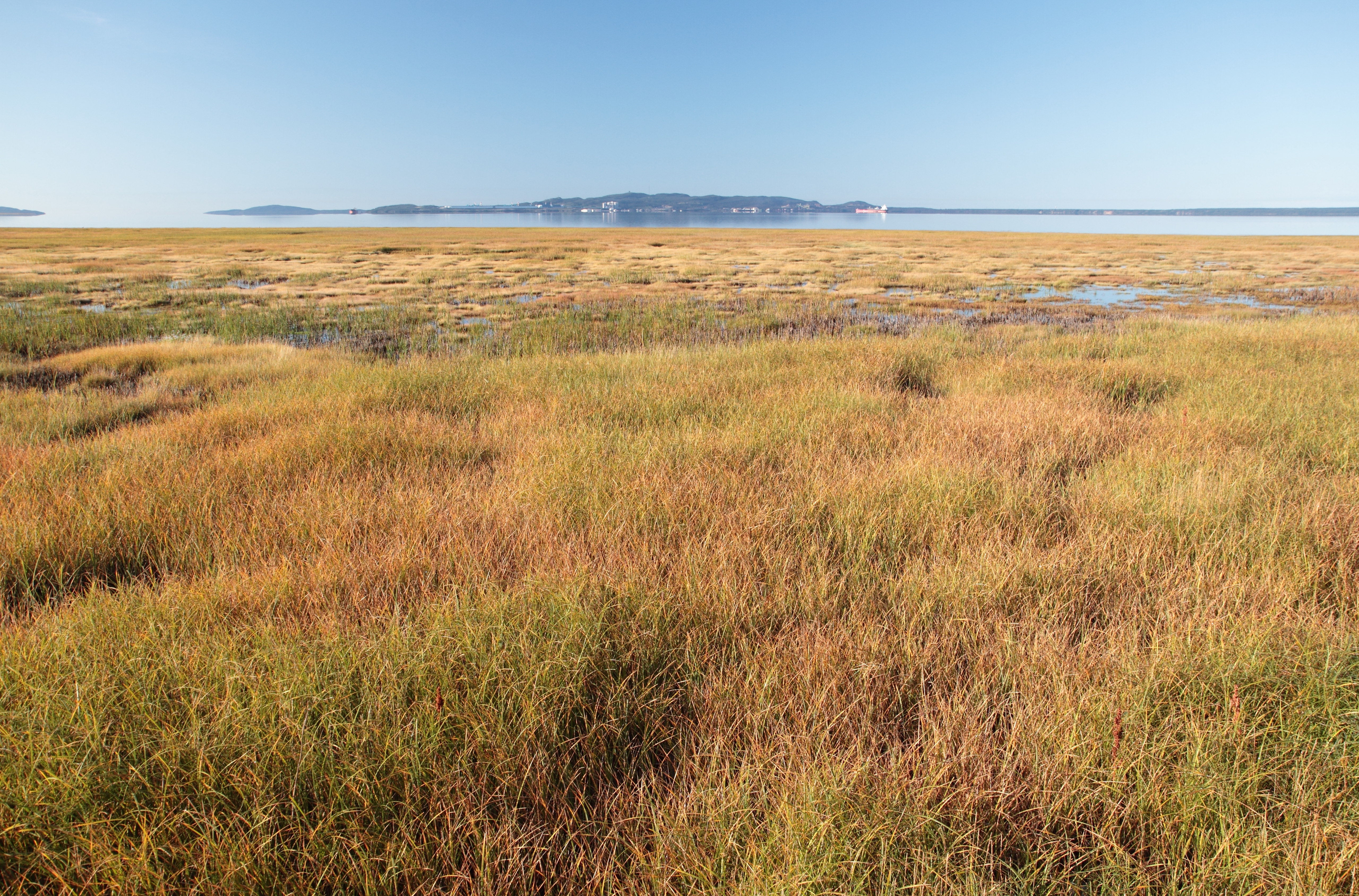
Marais maritime dominé par la spartine à feuilles alternes, Sept-îles, Canada

Les halophytes (du grec halos, sel, et phyton, plante, terme introduit en 1809 par Peter Simon Pallas), sont des plantes adaptées aux milieux salés ou par extension aux milieux à pression osmotique importante. Elles font partie des organismes halophiles (qui aiment les milieux salés).
L'une des halophytes les plus connues est la salicorne que l'on trouve associée aux marais salants. En zone tropicale, le palétuvier est également une plante halophyte.

## Mécanismes biologiques des halophytes
Le phénomène d'osmose traduit le déplacement de l'eau du milieu le plus dilué vers le plus concentré. Les poils absorbants des racines absorbent l'eau et les sels minéraux, mais ils dépendent pour cela de la pression osmotique, qui dépend du différentiel de concentration entre le milieu extérieur et les cellules de l'organisme. Si le milieu extérieur est trop salé pour la plante, elle n'absorbe plus l'eau, au-delà d'un seuil l'eau peut même en sortir et la plante se dessécher comme dans un désert. Inversement, dans certaines conditions, la plante peut souffrir d'un excès d'absorption d'eau. 
Chaque espèce, et dans une moindre mesure chaque individu, a un niveau d'équilibre osmotique correspondant à son milieu de vie optimum. Les marges de manœuvre sont plus ou moins grandes ; il existe des plantes halophiles strictes (qui ont besoin d'une forte salinité) et facultatives (qui peuvent vivre en milieu salé comme en milieu d'eau douce). 
Les plantes halophiles ont développé plusieurs mécanismes dont la combinaison leur permet de prospérer en milieu salé (liste non exhaustive) :
- augmentation de la salinité du cytoplasme pour maintenir la pression osmotique adéquate ;
- mécanismes spécifiques de flux membranaires afin d'empêcher l'eau de sortir ou les sels d'entrer dans la cellule ;
- régulation de la perméabilité de la membrane cellulaire en fonction du niveau de pression osmotique ;
- mécanismes actifs de concentration (et, éventuellement, d'excrétion) des sels.

## Adaptations à l'excès de sels

### Réduction de la transpiration
Pour minimiser la perte d’eau causée par la transpiration, les halophytes réduisent la taille de leurs organes aériens, tels que feuilles et tige. Ces plantes ont des feuilles petites souvent modifiées en aiguilles ou en écailles. Elles ont une cuticule épaisse recouverte d’une couche cireuse afin de limiter la transpiration. Environ 90 % de l'eau perdue par une plante sort par les stomates, pores responsables des échanges d’O2 et de CO2 entre l’atmosphère et la feuille. La quantité de stomates se trouvant sur les feuilles des halophytes est donc grandement réduite pour limiter ces pertes. Les stomates peuvent également être situés dans des cryptes où l’air est moins souvent renouvelé. De la même façon, les feuilles peuvent être pubescentes ce qui limite la circulation d’air et minimise les échanges. 

### Forme des organes aériens et stockage de l'eau
Les halophytes sont caractérisés par des structures homologues de celles des plantes vivant dans les milieux arides (Xérophytes). En effet, ils possèdent souvent des organes aériens succulents (charnus). Les tissus qui présentent cette succulence sont créés par hypertrophie de certaines cellules du parenchyme, un tissu de réserve ou d’assimilation, qui devient capable se gorger d’eau lorsque la ressource est accessible. Ces feuilles succulentes peuvent donc emmagasiner de grandes réserves d’eau. Leur tige, souvent charnue, leur confère la même propriété de stockage de l'eau, permettant de diminuer la concentration interne en sel. Puisque les halophytes perdent beaucoup d’eau par transpiration et ce, proportionnellement à la surface de leurs tissus, et qu’un moyen de pallier cette perte est de faire des réserves d’eau, ces plantes ont avantage à avoir un ratio surface/volume très petit.

### Contrôle de l'absorption des sels
Lorsque la concentration en sel est trop élevée dans l’environnement, la plante limite l’entrée des sels dans ses tissus via des membranes perméables sélectives. Ces membranes ne laissent pas entrer les sels dans le cytosol au delà d'un  seuil adapté à la plante. Certaines plantes, comme le palétuvier rouge, possèdent des glandes situées sur leur épiderme qui ont pour but d’excréter les sels, surtout NaCl, par les feuilles afin de diminuer la concentration en ions à l’intérieur des tissus et de la ramener à l'équilibre. Chez la plupart des plantes, les sels en excès sont stockés dans des vacuoles afin de diminuer leur concentration dans le cytosol et les chloroplastes. Chez les soudes (Suaeda), les tissus contenant une trop grande concentration en sel noircissent et tombent. Cette forme de sénescence entraînent le remplacement des organes gorgés de sels par de nouveaux à même d'accomplir leur fonction.

## Biotope des halophytes

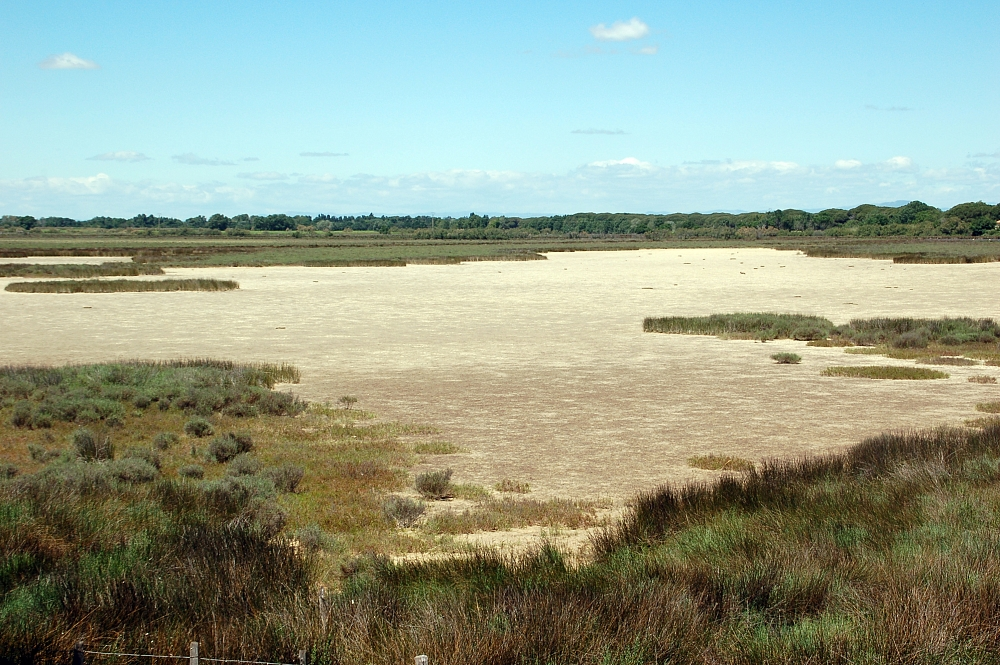
Sansouire de Camargue.

Les relations de ces végétaux avec le biotope permettent de définir trois types d'halophytes :
- Les halophytes submergées dont l'appareil végétatif aérien et souterrain est entièrement plongé dans l'eau salée (algues et plantes marines) ;
- Les halophytes terrestres dont seuls les organes souterrains (racines, stolons, rhizomes) sont en contact avec des teneurs importantes de sel (par exemple les salicornes qui peuvent devenir des halophytes submergées au moment des fortes marées et des aérohalophytes à marée basse) ;
- Les aérohalophytes reçoivent sur leurs parties aériennes des embruns ou des poussières salées (végétations des falaises, des dunes littoral, et des déserts).

Le schorre ou pré salé, pâturage recouvert régulièrement par la marée, est le territoire par excellence des halophytes en climat tempéré. Il possède une flore spécifique comme la pucinellie. En zone tropicale, le biotope est appelé mangrove lorsqu'il est arborescent (palétuviers).

## Espèces halophytes
- Obione
- Soude (genre Suaeda)
- Salicornes (genre Salicornia)
- Cakile maritime
- Spartine
- Tetragonia tetragonioides
- Bette maritime
- Arroche halime
- Batis